# Бромид висмута(II)
Бромид висмута(II) — неорганическое соединение, соль металла висмута и бромистоводородной кислоты с формулой BiBr2, коричневые или светло-серые кристаллы, плохо растворимы в холодной воде, гидролизуется в горячей.

## Получение
- Восстановление бромида висмута(III) металлическим висмутом:

{\displaystyle {\mathsf {2BiBr_{3}+Bi\ {\xrightarrow {T}}\ 3BiBr_{2}}}}
- Действие брома на порошок металлического висмута:

{\displaystyle {\mathsf {Bi+Br_{2}\ {\xrightarrow {}}\ BiBr_{2}}}}

## Физические свойства
Бромид висмута(II) образует коричневые или светло-серые кристаллы, плохо растворимы в холодной воде, гидролизуется в горячей.

## Химические свойства
- Гидролизуется горячей водой.